# Traugott Stauss
Traugott Stauss (* 8. Februar 1898 in Oberhelfenschwil; † 20. November 1952 in Rapperswil) war ein Schweizer Grafiker, Innenarchitekt, Möbeldesigner und Bühnenbildner.

## Leben und Werk
Traugott Stauss war ein Sohn des aus dem schwäbischen Winterlingen stammenden Wagners Traugott Stauss (1871–1943) und der aus dem Toggenburg stammenden Barbara, geborene Boller (1866–1936). Stauss wuchs mit seinen zwei Schwestern nahe von Lichtensteig, in Bunt, auf. Wenn er nicht aus gesundheitlichen Gründen im Spital war, besuchte er die Schule, so die Sekundarschule in Wattwil, wo er ein Schüler von Samuel Voellmy war. Voellmy veröffentlichte verschiedentlich zu Ulrich Bräker.
Aus Rücksicht auf seine Gesundheit konnte Traugott Stauss die Weberlehre abrechen und ab 1916 als Tagesschüler die kunstgewerbliche Abteilung an der Gewerbeschule Zürich besuchen. Seine Lehrer waren u. a. Ernst Georg Rüegg, Ernst Emil Schlatter und Ernst Würtenberger. Danach absolvierte Stauss eine Lehre zum grafischen Zeichner bei Orell Füssli und machte anschliessend ein Praktikum bei der Steindruckerei Wolfensberger. Zudem besuchte Stauss weitere Kurse an der Gewerbeschule Zürich. 1922 unternahm er eine mehrmonatige Reise durch Deutschland, die ihn u. a. nach Berlin und Leipzig führte.  
Wieder in der Schweiz, liess sich Traugott Stauss in Lichtensteig nieder. Nebst grafischen Gelegenheitsarbeiten schuf er mit einigem Erfolg 12 Linolschnitte zum Thema Frauenschicksal – ein Madonnenzyklus. 1924 schuf Stauss auf Fotopostkarten seine futuristischen Zukunftsvisionen für Wattwil. 1928 konnte er einen Innenraum für die Confiserie Huber in Lichtensteig gestalten sowie ein Schauzimmer an der Ausstellung Das neue Heim im Kunstgewerbemuseum Zürich. Dieses war damals in einem Seitentrakt des heutigen Landesmuseums beheimatet.
Als die Textilfabrik Heberlein in Wattwil ein Volkshaus mit einer Bibliothek stiftete, wurde das Haus mit einem grossen Festspiel 1924 eröffnet. In der Folge gehörten u. a. Samuel Voellmy, Traugott Stauss und der Bankangestellte Paul Schulthess zu den Gründungsmitgliedern der Theatervereinigung Wattwil. Als Voellmy 1927 nach Basel zog, um am dortigen Mädchengymnasium zu unterrichten, entwickelten sich Stauss und Schulthess zu den tragenden Kräften der Vereinigung: als Schauspieler, Regisseure, Dramaturgen, Bühnenbildner und Inspizienten.
Als Raumgestalter war Traugott Stauss von 1928 bis 1930 tätig, wobei er eng mit dem Architekten Fritz Engler (1895–1977) zusammenarbeitete. So baute Engler 1929 u. a. in Wattwil das Kino EOS und Stauss bemalte den Innen- wie auch den Zuschauerraum. Im gleichen Jahr wurde er von Alois Blöchinger beauftragt, in seinem und vom Architekt Franz Vettiger erbauten Haus in Uznach die Raumgestaltung zu übernehmen. Traugott Stauss konnte seine Einrichtungsgegenstände nie zur Serienreife bringen. So blieben sie auserlesene Einzelstücke, die u. a. in die Sammlung des Museums für Gestaltung in Zürich aufgenommen wurden.
Traugott Stauss war von 1931 bis 1952 Mitglied des Schweizerischen Werkbundes (SWB). 1931 eröffnete er unter dem Namen Raumkunst für Kunstgewerbe seinen eigenen Verkaufsladen in Lichtensteig. Diesen musste er wegen ausbleibenden Interesses nach einem Jahr schliessen. Ab 1934 arbeitete Stauss als Dessinateur bei der Feinweberei AG in Lichtensteig. 1937 heiratete er die Damenschneiderin Agnes, geborene Rhomberg, und erwarb 1944 das Bürgerrecht von Lichtensteig. Zwei Jahre nach seinem Tod fand eine Gedächtnisausstellung in Lichtensteig statt.